# Faríde Moradchaníová
Faríde Moradchaníová je íránská inženýrka a aktivistka za lidská práva. Moradchaníová je neteří íránského duchovního vůdce ajatolláha Alího Chameneího. 
Dne 23. listopadu 2022 byla zatčena. Stalo se tak kvůli videu, ve kterém Moradchaníová kritizovala íránskou vládu a potlačování protestního hnutí v zemi. Vládu označila za „vražedný režim, který zabíjí děti“. Íránský režim podle ní nedodržuje žádné z vlastních náboženských principů a nezná jiné zákony a pravidla než sílu a udržování své moci jakýmkoli způsobem. Vyzvala zahraniční vlády, aby přerušily veškeré vztahy s Teheránem. Ve videu také kritizovala OSN, která tváří v tvář krutému útlaku Íránců vydala „jen několik vyjádření lítosti a krátkých a neúčinných prohlášení“.
Moradchaníová byla zatčena již počátkem roku 2022, později byla propuštěna na kauci.

## Rodina
Moradchaníová je neteří íránského duchovního vůdce ajatolláha Alího Chameneího. Její matkou je Chameneího sestra Badrí Chameneí, jejím otcem byl islámský teolog a spisovatel, vězněný kritik režimu Alí Tehrání (1926–2022).